# ボルガル
座標: 北緯54度58分27秒 東経49度1分51秒 / 北緯54.97417度 東経49.03083度

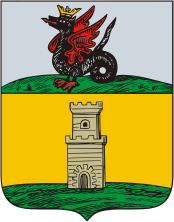
ボルガル（スパッスク）の紋章

ボルガル（ロシア語: Болгар; タタール語: Болгар, Bolğar; Bolgar, Bulgar, Bulgary, Bolgary）、は、ロシアのタタールスタン共和国南西部の町。人口は8,285人（2021年）。ヴォルガ川の左岸に建つ。共和国首都カザンからは南へ140キロメートル。
中世のヴォルガ・ブルガールの首都、ブルガールの遺跡（ボルガル遺跡）はすぐ近くにあり、2014年に世界遺産（文化遺産）に登録されている。

## 歴史
8世紀に一族を率いてアゾフ地方からヴォルガ川沿いに北上し、ヴォルガ・ブルガールを建てたコトラグ・ハンがこの地に都を構えたとされる。彼らは当地にいたフィン系やスラブ系の民族を支配し同化していった。922年にカリフ・ムクタディルの使節に随伴してハザールやヴォルガ・ブルガールを訪れたアラブの旅行家イブン・ファドラーンは、イスラム化を進めた当時のハン・アルムシュ（Almış）を「サカーリバ（Saqaliba、スラブ人たち）の王」と呼んでいる。

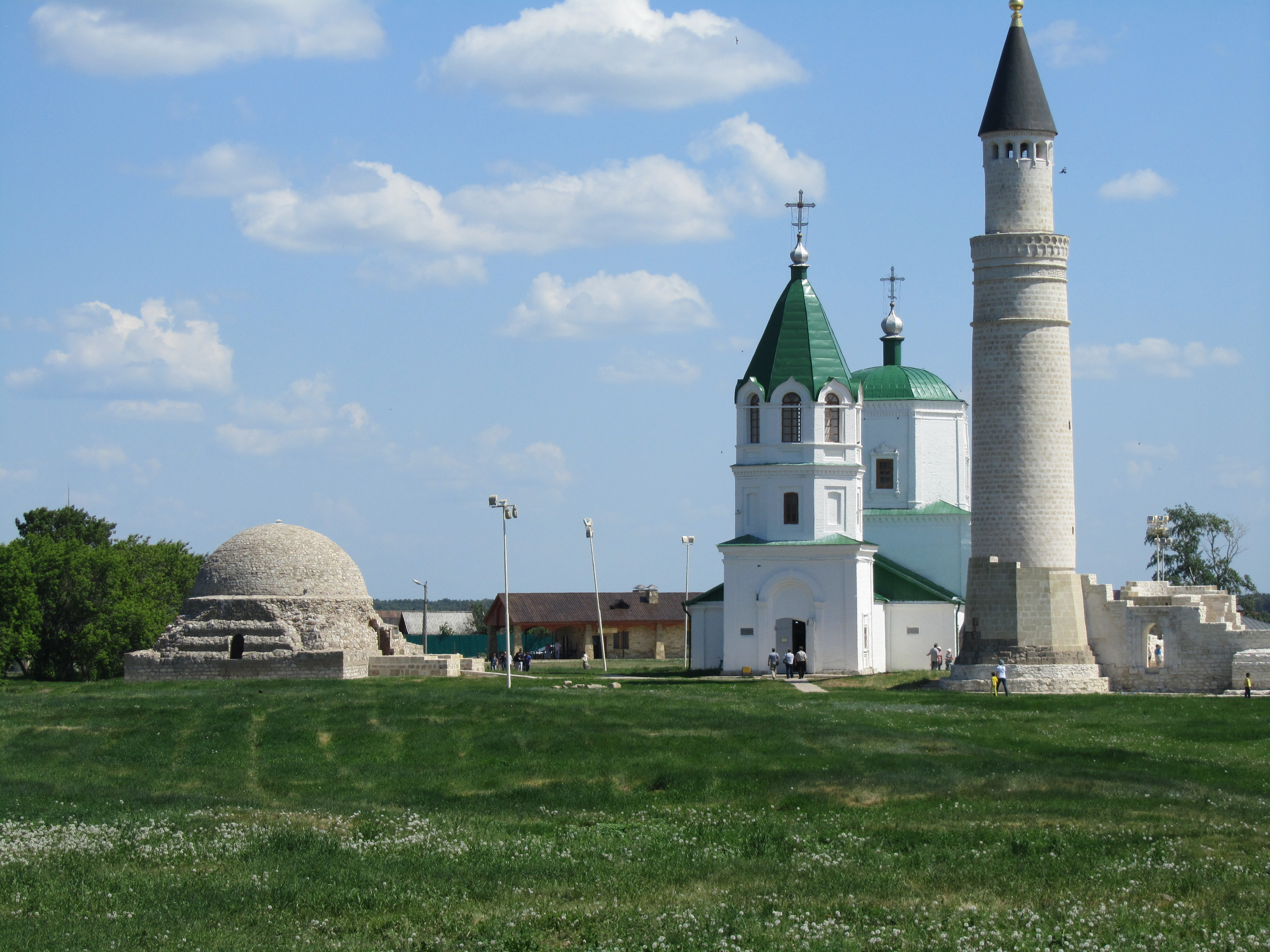
ボルガル付近に残るヴォルガ・ブルガールの霊廟やモスクやミナレットの遺跡。中央にあるのは18世紀に建てられたロシア正教の聖堂

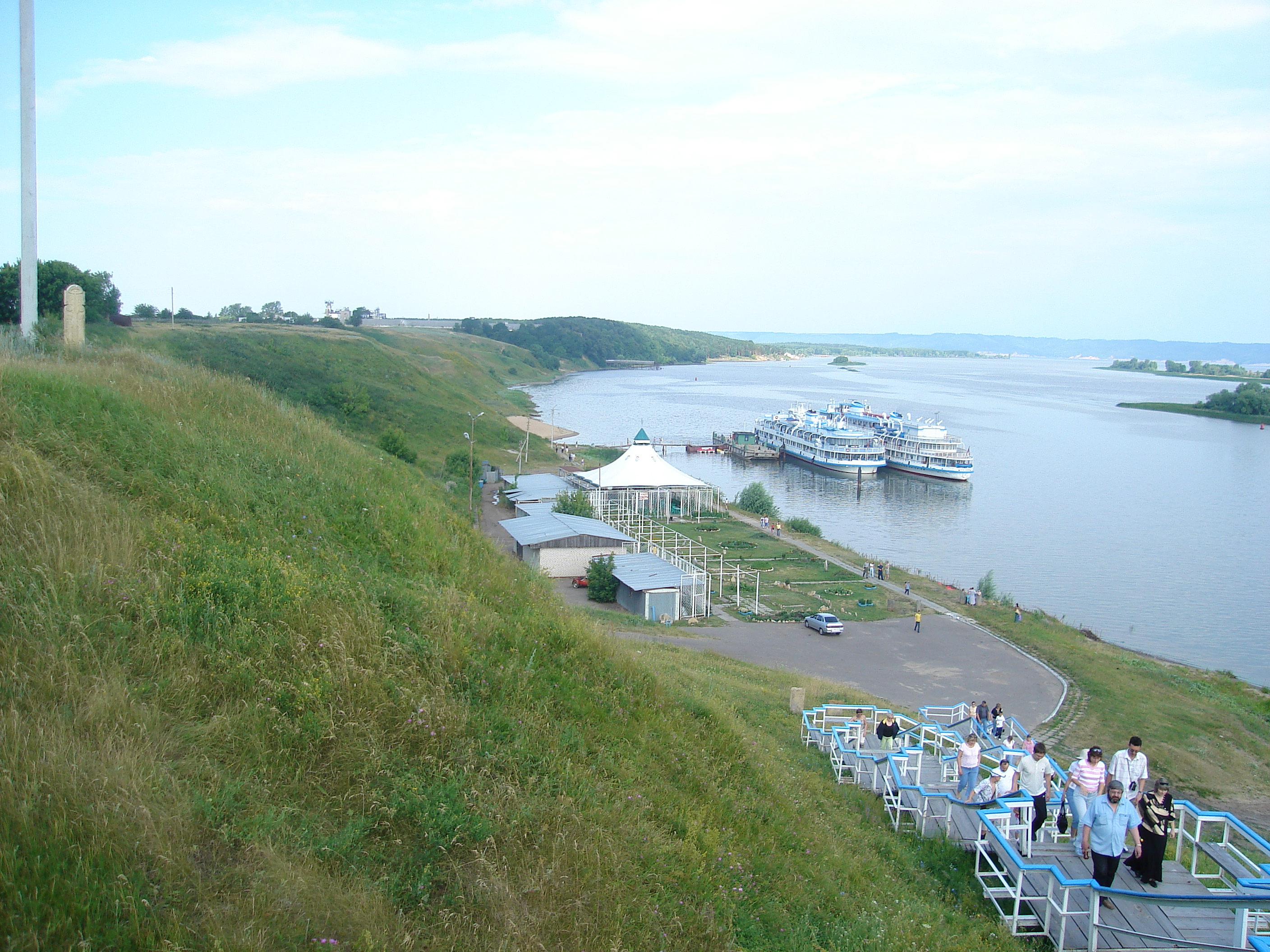
ボルガルに着くクルーズ船

12世紀・13世紀にはロシア人によるブルガール侵略が激しくなり、首都はブルガールからビリャル（ビラル）へと移ったが、ビリャルはモンゴルに略奪・破壊されたため、15世紀には再び首都をブルガールに戻している。1430年に成立したカザン・ハン国はカザンを首都としたが、なおもブルガールはイスラム教の中心地であった。
15世紀、ブルガールはモスクワ大公ヴァシーリー2世の軍により破壊された。1552年にはイヴァン4世の攻撃によりカザン・ハン国は滅び、ブルガール周辺もロシア・ツァーリ国の一部となった。
ロシアによる併合後、ブルガール周辺にはロシア人農民が入植し、ブルガールの廃墟から石材などを切り出して住居を建てた。ピョートル1世はブルガールの遺跡を保存するための勅令を発したが、これはロシアでも最初期の遺跡保存のための法律であった。
今日のボルガルは、ヴォルガの支流ベズドナ川（ロシア語: Бездна, タタール語: Бизнә, Biznä, ビズナ川）の河畔にあったチェルチコヴォ村が1781年に市となった際、この地に住んでいたロシア人農民の名にちなんでスパッスク（Спасск, Spassk）と改名されたのが元になっている。1926年にはソ連国内の同名の町との混同を避けるためスパッスク＝タタールスキー（Спасск-Татарский, Spassk-Tatarsky）と改名され、さらに1935年には革命家ヴァレリヤン・クイビシェフにちなんでクイビシェフ（Куйбышев, Kuybyshev）と改名された。1953年、ヴォルガ川の巨大ダム建設でクイビシェフ湖が誕生した際、かつてのスパッスク発祥の地は水没することになったため、現在の場所へと移転した。これにより市街地がブルガール遺跡から離れることになった。現在の名になったのはソ連が解体に向かいタタール民族主義が昂揚した1991年のことであった。
現在、ブルガールのあった場所には塔が残るほか、城壁跡もよく残されており、10世紀から12世紀にかけての城郭都市の輪郭を知ることができる。また、アラブの銀貨や銅貨、アラビア語やアルメニア語が書かれた墓石などが見つかっており、都市にいた商人たちの活動をうかがうことができる。